# 交響的協奏曲 (プロコフィエフ)
チェロと管弦楽のための交響的協奏曲（露: Симфония-концерт для виолончели с оркестром）ホ短調 作品125は、セルゲイ・プロコフィエフが1951年から1952年にかけて作曲した作品で、2作目のチェロ協奏曲である。プロコフィエフはその後、『チェロ小協奏曲』の作曲にも着手したが、これは未完に終わった。
この協奏曲が最終的に『チェロ協奏曲第2番』とされなかった理由はいくつか考えられるが、最も大きなものとしては、これが『チェロ協奏曲第1番』作品58を改作したものであるという点が挙げられる。実際、楽曲の構成、主要主題は旧作と同じものによっているが、結果としては大きく異なる大曲に仕上がっている。また、管弦楽が交響的要素を強めている点も題名に反映されたと言える。
初演者であり、改作にも協力したムスティスラフ・ロストロポーヴィチに献呈されている。

## 作曲（改作）の経緯
プロコフィエフは第二次世界大戦直後にすでに協奏曲第1番の改作を考えており、1947年12月にこの作品を蘇演したロストロポーヴィチに、改作の意思を表明している。この年から1949年にかけて『チェロ・ソナタ ハ長調』作品119を作曲した後、プロコフィエフは1951年から、古今のチェロ曲を研究しつつ、ロストロポーヴィチの協力を得て、協奏曲第1番の改作に着手した。1948年以降は病床にあったにもかかわらず、旺盛な創作意欲によって改作は進み、1952年1月に完成した（初演後にも一部改訂が行われている）。
初演は1952年2月18日、モスクワにおいて、ロストロポーヴィチのチェロ独奏、スヴャトスラフ・リヒテルの指揮とモスクワ青年交響楽団によって行われた。リヒテルが公の場でオーケストラを指揮したのは、これが生涯で唯一だった。

## 楽器編成
独奏チェロ、ピッコロ、フルート、オーボエ2、クラリネット2、ファゴット2、ホルン4、トランペット2、トロンボーン3、チューバ、ティンパニ、チェレスタ(もしくはフルートが代奏)、弦五部

## 楽曲構成
3楽章からなり、楽章の構成と配置は基本的に協奏曲第1番と同一であるが、全曲で約38分に拡大されている。
1. アンダンテ、ホ短調、4分の2拍子。三部形式。
2. アレグロ・ジュスト、イ短調、4分の4拍子。自由なソナタ形式。
3. アンダンテ・コン・モート、ホ長調、2分の3拍子。二重変奏曲形式（2つの主題による別個の変奏が組み合わされている）。2つ目の主題はベラルーシ民謡の"Бывайце здаровы"（「お達者で」）によるもの。